# Meistaradeildin (1968)
Meistaradeildin 1968 – 26. sezon pierwszej ligi piłki nożnej archipelagu Wysp Owczych. W sezonie brało udział 5 zespołów, zwycięzcą został KÍ Klaksvík, zwycięzca poprzednich dwóch sezonów.

## Uczestnicy
| Uczestnicy Meistaradeildin 1967                                                                               | Uczestnicy Meistaradeildin 1967 | Uczestnicy Meistaradeildin 1967 | Uczestnicy Meistaradeildin 1967 |
| --- | ------------------------------- | ------------------------------- | ------------------------------- |
| KÍ | KÍ Klaksvík                     | 1                               |                                 |
| B36 | B36 Tórshavn                    |                                 |                                 |
| HB | HB Tórshavn                     |                                 |                                 |
| TB | TB Tvøroyri                     |                                 |                                 |
| VB | VB Vágur                        |                                 |                                 |
| Oznaczenia: - kolumna pierwsza – skróty nazw drużyn, - kolumna trzecia – miejsce zajęte w poprzednim sezonie. |                                 |                                 |                                 |

## Rozgrywki

### Tabela ligowa
| Lp. | Drużyna         | M | Z | R | P | Bramki | Bramki | Różn. | Pkt | Uwagi |
| --- | --------------- | - | - | - | - | ------ | ------ | ----- | --- | ----- |
| 1   | KÍ Klaksvík (M) | 8 | 6 | 1 | 1 | 36     | 14     | +22   | 13  |       |
| 2   | B36 Tórshavn    | 8 | 4 | 2 | 2 | 20     | 13     | +7    | 10  |       |
| 3   | HB Tórshavn     | 8 | 5 | 0 | 3 | 20     | 15     | +5    | 10  |       |
| 4   | VB Vágur        | 8 | 1 | 2 | 5 | 18     | 36     | −18   | 4   |       |
| 5   | TB Tvøroyri     | 8 | 0 | 3 | 5 | 17     | 33     | −16   | 3   |       |

### Wyniki spotkań
| Gospodarz \ Gość | B36 | HB  | KÍ  | TB  | VB  |
| B36 Tórshavn     |     | 2:1 | 1:1 | 3:3 | 1:2 |
| HB Tórshavn      | 0:3 |     | 1:3 | 4:3 | 6:1 |
| KÍ Klaksvík      | 3:1 | 0:1 |     | 9:3 | 9:3 |
| TB Tvøroyri      | 1:3 | 0:3 | 2:6 |     | 1:1 |
| VB Vágur         | 2:6 | 3:4 | 2:5 | 4:4 |     |

Aktualne na 26 czerwca 2012. Źródło: FaroeSoccer.com
Objaśnienia:
1Drużyna gospodarzy jest wymieniona po lewej stronie tabeli.
Kolory: zielony – zwycięstwo gospodarzy, żółty – remis, różowy – zwycięstwo gości.